# Classe No 7
La Classe No 7 est une classe de dragueurs de mines de la Marine impériale japonaise. Ces six navires de lutte anti-sous-marine ont été construits entre 1937 et 1939 en d'après le plan de Maru 3.

## Conception
Cette classe est une amélioration de la classe N° 13. Le matériel propre au mouilleur de mines est supprimé et un canon de 120 mm supplémentaire est installé. 

Leur ligne ressemble à celles des torpilleurs de classe Chidori et classe Otori.

## Service
Ces bâtiments opéreront à l'origine sur le fleuve Yangzi Jiang contre l'armée nationale révolutionnaire lors de la guerre sino-japonaise. Lors de la  guerre du Pacifique, ils seront dispersés les divers théâtres d'opérations. Un seul survécut quelques mois à la fin du conflit avant d'être sabordé par les Alliés.

## Les unités
| Nom   | Chantier                    | Quille           | Lancement         | Service          | Fin de carrière                              |
| ----- | --------------------------- | ---------------- | ----------------- | ---------------- | -------------------------------------------- |
| N° 7  | Tamano Mitsui Zōsen         | 27 octobre 1937  | 16 juin 1938      | 15 décembre 1938 | coulé le 15 avril 1944                       |
| N° 8  | Compagnie des docks d'Uraga | 11 décembre 1937 | 28 mai 1938       | 15 février 1939  | sabordé le 10 juillet 1946 par la Royal Navy |
| N° 9  | Arsenal naval de Maizuru    | 7 février 1938   | 10 septembre 1938 | 15 février 1939  | coulé le 1er février 1942 à Ambon            |
| N° 10 | Tōkyō Ishikawajima Shipyard | 21 décembre 1937 | 22 septembre 1938 | 15 février 1939  | coulé le 10 décembre 1941 à Vigan            |
| N° 11 | Compagnie des docks d'Uraga | 30 mai 1938      | 28 décembre 1938  | 15 juillet 1939  | coulé le 28 mars 1945 à Makassar             |
| N° 12 | Tōkyō Ishikawajima Shipyard | 28 mai 1938      | 18 février 1939   | 15 août 1939     | coulé le 6 avril 1945                        |